# Halleria lucida
Halleria lucida är en tvåhjärtbladig växtart som beskrevs av Carl von Linné. Halleria lucida ingår i släktet Halleria och familjen Stilbaceae. Inga underarter finns listade i Catalogue of Life.